# Mimudea silvalis
Mimudea silvalis là một loài bướm đêm trong họ Crambidae.